# District du Tripura septentrional
Le district du Tripura septentrional (hindi : উত্তর ত্রিপুরা জেলা) est un district  de l'État du Tripura, en Inde.

## Géographie
Au recensement de 2001, sa population était de 590 655 habitants.
Son chef-lieu est la ville de Dharmanagar.